# ユーグ・ド・リオンヌ

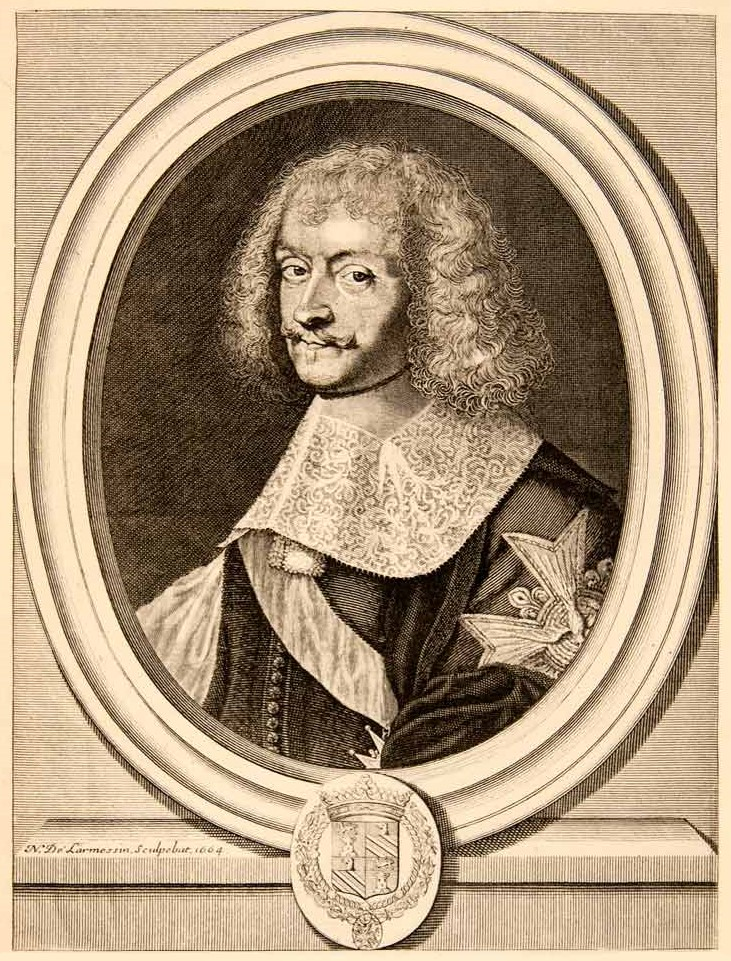
ユーグ・ド・リオンヌ

ユーグ・ド・リオンヌ（Hugues de Lionne、1611年10月11日 - 1671年9月1日）は、フランス王国の外交官、政治家、貴族。国王ルイ14世の下で外務担当国務卿（外務大臣）を務めた。
ドーフィネ地方グルノーブル出身。早くから外交官としての教育を受けた。ジュール・マザランによって外交官としての能力を評価され、ヴェストファーレン条約締結のため、ミュンスターで開催された会議にフランス全権団の書記官として派遣された。1642年、ローマ教皇庁に赴任する。
1646年、ルイ14世の母后アンヌ・ドートリッシュの秘書となり、1653年には宮廷内の高い官職に就いた。1654年、ローマ教皇アレクサンデル7世の選出にあたりフランス全権大使として派遣された。
フランスの外政家としては、伝統的な反ハプスブルク家政策を採用し、ライン川河畔諸国による同盟を構想、オーストリアとスペイン領ネーデルラントの離反を謀った。一方で、1659年にスペインとの間にピレネー条約を締結することに成功し、ルイ14世とスペイン王女マリア・テレサ（マリー・テレーズ）との結婚に漕ぎ着けた。
マザランの死後は外交政策の責任者となり、1663年4月3日から1671年9月1日まで外務担当国務卿を務め、陸軍大臣フランソワ＝ミシェル・ル・テリエと財務総監ジャン＝バティスト・コルベールと共に政治の中心に立った。1667年のブレダ条約、1668年のエクス・ラ・シャペル条約の締結が最大の功績と評価される。
1671年、パリで死去。生前に回想録を残した。またリオンヌの死後、友人であったポンポンヌ侯爵が外相職を引き継いだ。
リオンヌは享楽的な男であったが、ひとたび政治的な出来事が起これば彼の自然な怠惰は絶え間ないエネルギーとなって、第一級の外政家として政治的手腕を振るう原動力となった。

## 参考
- Ulysse Chevalier, Lettres inédites de Hugues de Lionne précédées d'une notice historique sur la famille de Lionne (Valence, 1879)
- J. Valfrey, La diplomatie francaise au XVIII siècle: Hugues de Lionne, ses ambassadeurs (2 vols., Paris, 1877188 1)
- Rochas, Biogr. du Dauphin (Paris, 1860), tome ii. p. 87.
- この記事にはアメリカ合衆国内で著作権が消滅した次の百科事典本文を含む: Chisholm, Hugh, ed. (1911). "Lionne, Hugues de". Encyclopædia Britannica (英語). Vol. 16 (11th ed.). Cambridge University Press. p. 739.